# Economía de Aruba

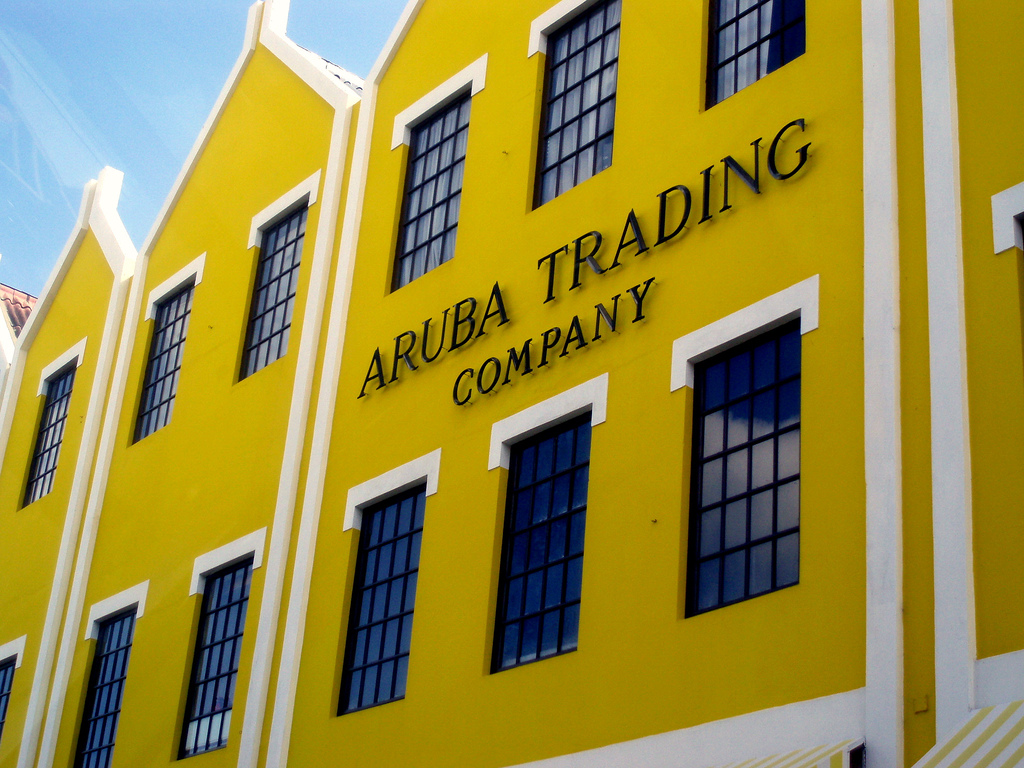
Empresa Mercantil Aruba (Aruba Trading Company)

La Economía de Aruba es de libre mercado. El turismo constituye en la actualidad la base del mayor porcentaje de los ingresos del país. Por el rápido crecimiento del turismo en los últimos 80 años, las industrias relacionadas, como la construcción también han florecido. Otras industrias principales incluyen el refinado de petróleo y su almacenamiento, así como las actividades de la banca extraterritorial.  A pesar de los pobres suelos de la isla y la escasez de precipitaciones lo que limita sus posibilidades agrícolas, existen cultivos de aloe y actividades como la ganadería y la pesca contribuyen a la economía nacional. Además, el país también exporta arte y objetos de colección, maquinarias, equipos eléctricos y material de transporte. La escasa mano de obra de Aruba y la baja tasa de desempleo han dado lugar a un gran número de puestos de trabajo vacantes sin cubrir, a pesar de los fuertes aumentos en los salarios en los últimos años.
Con una parte tan importante de su economía dependiente del turismo, el Gobierno de Aruba se está esforzando para aumentar los negocios en otros sectores con la intención de protegerse contra potenciales caídas de dicha industria. Su interés en los últimos años se centra en la expansión de la tecnología, las finanzas y las comunicaciones. 

## Historia
A diferencia de muchas islas caribeñas, una economía de plantación nunca se desarrolló en Aruba debido a su clima árido. Los primeros exploradores españoles consideraron a la isla de poco valor, en parte debido a la pobreza del suelo que hace difícil que sea cultivado y, en parte, debido a sus intentos de encontrar oro que se volvieron infructuosos. Sin embargo, una vez que la isla cayó bajo el control de los Países Bajos, éstos sí encontraron el oro que los españoles buscaron sin éxito.

### Oro
Con el descubrimiento de oro en Aruba en 1800, la minería se convirtió en la industria más importante de la isla. La economía de Aruba creció rápidamente.  Sin embargo, para 1916 los yacimientos de oro habían sido en su mayoría explotados, por lo que fue imposible para las empresas la obtención de mayores beneficios. Fue así como la industria de la minería del oro entró en decadencia, al igual que la economía nacional.

### Áloe
La primera plantación se estableció en 1850. El áloe prosperó a pesar de las condiciones desérticas. Con una fuerte demanda de productos derivados del aloe, éste se convirtió en una parte importante de la economía arubana. De hecho, durante muchos años, el país fue el principal exportador de áloe y sus derivados. Pero con el correr de los años, muchos campos de áloe fueron reemplazados por edificios, disminuyendo su producción. Las exportaciones declinaron.
La empresa más antigua en la isla, Aruba Aloe, recientemente ha realizado cambios en la esperanza de convertirse en fabricante de productos líderes de Aruba. Construyeron una nueva y moderna planta, un museo de áloe, y diseñaron presentaciones nuevas.  Aunque la mayoría de sus productos se venden en el mercado nacional, un acuerdo de 2005 con una empresa de exportación de EE. UU., así como las ventas a través de su página web han aumentado su mercado internacional.

### Petróleo
A pesar de los reveses causados por los problemas con el oro y la industria del áloe, la economía arubana no sufrió mucho. Debido a su cercanía con Venezuela, un gran productor petrolero, la isla se convirtió en un lugar atractivo para la instalación de refinerías de petróleo. La Lago Oil and Transport Company, propiedad de la Standard Oil of New Jersey (actual Exxon), fue inaugurada en 1929.  En ese momento, las refinerías de petróleo de dicha empresa y sus instalaciones de almacenamiento eran las más grandes del mundo.  Siguiendo sus pasos, la Refinería de Petróleo  Eagle Oil abrió poco después. Durante las próximas décadas, la industria petrolera asumió el control principal como motor económico de Aruba.
La Refinería de Petróleo Eagle Oil cerró y fue desmantelada a finales de 1950. Pero la refinería Lago, sin embargo, se mantuvo hasta 1985 cuando la Exxon la cerró por la caída de la demanda de petróleo. En 1991, la Coastal Oil Company la compró, redujeron las operaciones, y la reabrieron. En 2004 fue vendida a Valero Energy Corporation. Aunque su reapertura no ha hecho que la industria del petróleo de Aruba vuelva a su nivel máximo anterior, si hizo revivir ese sector y siguió siendo un contribuyente clave para la economía del país hasta que fue cerrada en el 2009. Citgo filial de PDVSA firmó, en el 2016, un contrato de arrendamiento de 25 años con Aruba para renovar y operar la refinería, como parte de un plan que costaría 685 millones de dólares.

### Turismo
En 1947, el gobierno de Aruba fundó una oficina de turismo para explorar la posibilidad de desarrollar una industria turística. Varios años después, los cruceros comenzaron a atracar en Oranjestad, la ciudad capital. El primer hotel de lujo de la isla fue construido en 1959, dando a la industria un buen comienzo. Con los años, el turismo creció y ayudó a crear una economía próspera.
A medida que la industria del petróleo caía, la del turismo crecía. El gobierno ofreció y ofrece incentivos fiscales para estimular la industria y la construcción de hoteles y otros negocios orientados hacia el turismo. Sus esfuerzos resultaron en un aumento constante y rápido en el turismo. 
Después de los atentandos del 11 de septiembre de 2001, el turismo disminuyó temporalmente debido los temores de viajar en grandes aviones. Aruba intensificó sus fuerzas de vigilancia visibles en las zonas turísticas para aumentar la seguridad y tranquilizar a los visitantes. Después de un corto período de tiempo, el turismo se recuperó con fuerza.

## Datos Básicos
- PIB: paridad de poder adquisitivo - 2.400 mil millones de dólares (2007 estimado)
- PIB - índice de crecimiento real: El 1.0 % (2007 estimado)
- PIB - per cápita: paridad de poder adquisitivo - 21,500 dólares (2007 estimado)
- PIB - composición por sector: agricultura: 0.4 % Industria: 33.3 % Servicios 66.3 % (2002 estimado)
- Tasa de inflación (precios al consumidor): El 8.7 % (2007)
- Mano de obra: 41.500 (2004 estimado)
- Tasa de paro: El 6.9 % (2005 estimado) comparación del país con el mundo: 86
- Presupuesto: ingresos: 507.9 millones de dólares;

gastos: 577.9 millones de dólares (2005 estimado) 
- Deuda pública: El 46.3 % del PIB comparación de país con el mundo: 43
- Índice de descuento de banco central: El 5 % (2008) comparación de país con el mundo: 80
- Industrias: turismo, instalaciones de transbordo, refinación de petróleo
- Agricultura - productos: áloes; ganadería; pesca
- Electricidad - producción: 800 millones de kWh (2006 estimado)
- Electricidad - consumo: 744 millones de kWh (2006 estimado) comparación de país al mundo: 149
- Electricidad - exportaciones: 0 kWh (2007)
- Electricidad - importaciones: 0 kWh (2007)
- Petróleo - producción: 2.356 bbl/día (2007) comparación de país con el mundo: 100
- Petróleo - consumo: 7.102 bbl/día (2006 estimado) comparación de país con el mundo: 155
- Petróleo - exportaciones: 233.300 bbl/día (2005) comparación de país con el mundo: 49
- Petróleo - importaciones: 238.200 bbl/día (2005) comparación de país con el mundo: 41
- Petróleo - reservas probadas: n/a
- Gas natural - producción: 0 m cu (2007 estimado) comparación de país al mundo: 93
- Gas natural - consumo: 0 m cu (2007 estimado) comparación de país con el mundo: 112
- Gas natural - exportaciones: 0 m cu (2007 estimado) comparación de país con el mundo: 40
- Gas natural - importaciones: 0 m cu (2007) comparación de país con el mundo: 61
- Gas natural - reservas probadas: 0 m cu (el 1 de enero de 2006) comparación de país con el mundo: 104
- Exportaciones: 124 millones de dólares; la nota - incluye reexportaciones de petróleo (2006) la comparación de país con el mundo: 192
- Exportaciones - materias primas: animales vivos y productos de animales, arte y coleccionables, maquinarias y equipos eléctricos, equipos de transporte.
- Exportaciones - Socios: Panamá el 29.7 %, Colombia el 17 %, Antillas Neerlandesas el 13.2 %, EE.UU el 11.3 %, Venezuela el 10.9 %, Países Bajos el 9.2 %. (2007)
- Importaciones: 1.054 mil millones de dólares (2006) comparación de país con el mundo: 171
- Importaciones - commodities: Maquinarias y equipos eléctricos, petróleo crudo para refinación y reexportación, productos químicos; productos alimenticios
- Importaciones - Socios: Los EE.UU el 54.6 %, México el 11.8 %, Países Bajos el 8.3 %, Canadá el 6.2 % (2007)
- Deuda - externa: 478.6 millones de dólares (2005 estimada) comparación de país con el mundo: 165
- Ayuda económica - recibida: 11.3 millones de dólares (2004)
- Moneda:florín arubano
- Tipos de cambio: florines por dólar estadounidense - NA (2007), 1,79 (2006), 1,79 (2005), 1,79 (2004), 1,79 (2003)
- Año fiscal: año civil